# Vincent Písek
Vincent Písek (vlastním jménem Vincenc Písek, též uváděn česky Čeněk, 29. března 1859 Malešov – 9. února 1930 Manhattan, New York) byl česko-americký evangelický farář, novinář, redaktor krajanských periodik v USA, pedagog, autor náboženských spisů, překladů z angličtiny a němčiny. Po několik desetiletí vedl českou evangelickou kongregaci v New Yorku, významně se zasadil o postavení zdejší budovy kostela Mistra Jana Husa na středním Manhattanu. Díky svému liberálnímu přístupu byl znám i mimo českou komunitu.

## Život

### Mládí
Narodil se v Malešově nedaleko Kutné Hory v katolické rodině. V mladém věku odcestoval se svými rodiči a dalšími sourozenci do Spojených států, mj. kvůli větším náboženským svobodám a okolo roku 1870 se usadili v New Yorku, městě s již zformovanou silnou českou menšinou. Zde se rodina zapojovala do zdejšího krajanského a spolkového dění, mj. soustředěného okolo zdejšího spolku Č.S.P.S. či pobočky jednoty Sokol. Navštěvoval nejprve večerní školu, aby se zlepšíl v angličtině, posléze získal další vzdělání. Nejspíše až v USA konvertoval k evangelickému vyznání.

### Duchovní dráha
Navštěvoval kostel české evangelické kongregace na Páté ulici (Fifth Street) vedený reverendem Gustavem Alexym, jež pocházel ze slovenské rodiny z Rožňavy. Kongregace byla založena roku 1877 jakožto první česká evangelická komunita v New Yorku. Rozhodl se vydat na církevní dráhu a roku 1878 byl přijat ke studiu náboženství na Union Theological Seminary při Kolumbijské univerzitě v New Yorku. Ještě jako student sloužil zádušní mši za rev. Alexyho, který zemřel roku 1880. Univerzitní studium dokončil roku 1882, jakožto první Čechoameričan absolvující vysokoškolské vzdělání evangelického směru, a zároveň první Čechoameričan absolvující univerzitu v New Yorku.

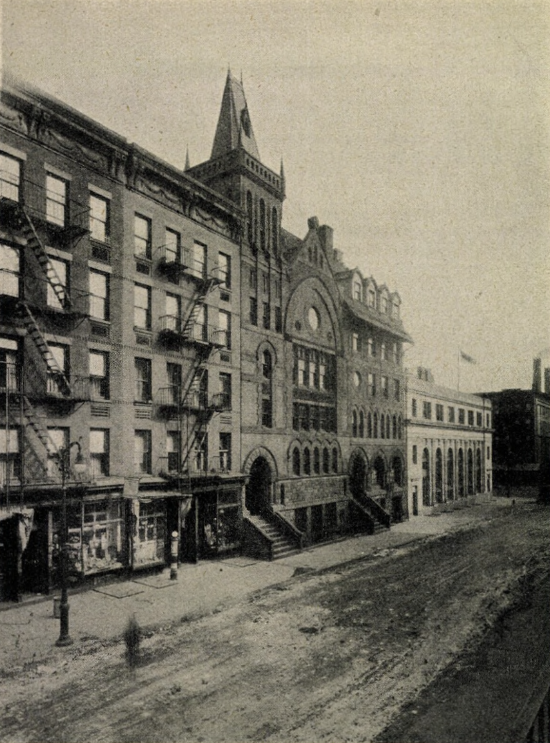
Kostel Mistra Jana Husa v New Yorku okolo r. 1920 (vpravo Český dům a sídlo Bank of Europe)

Od roku 1883 vedl českou newyorskou kongregaci. Rovněž byl činný v organizace vzdělávání českých imigrantů v angličtině i jejich finanční materiální pomoci. Velkou popularitu si získal i mimo českou komunitu, když v kostele prováděl svatby lidí různých etnických skupin (a patrně též růzdílných vyznání), čímž zároveň získal prostředky pro svou kongregaci.
Ty byly posléze, s podporou dalších mecenášů a subjektů, mj. českoamerické banky Bank of Europe vedené Tomášem Čapkem, investovány do výstavby nového kostela Mistra Jana Husa dokončeného roku 1888. Jeho dominantou je imitace novogotické podoby mostecké veže na Karlově mostě v Praze, odkazující mj. na místo, kde byly v Praze vystaveny hlavy 27 (resp. 28) českých pánů popravených 21. června 1621 po porážce stavovského povstání. Kostel v ulici posléze dotvářel řadu českých institucí, spolu s tzv. Českým domem (dokončen 1915) a rohovou budovou zde sídlící Bank of Europe.
Od roku 1887 také vedl hodiny teologie pro nedostudované české pastory, aby se v USA mohli stát řádnými duchovními. Byl rovněž publicisticky činný, mj. od roku 1895 vydával s reverendem Václavem Vaňkem evangelický list Jednota a také časopis pro mládež Besídka.

### První československý odboj

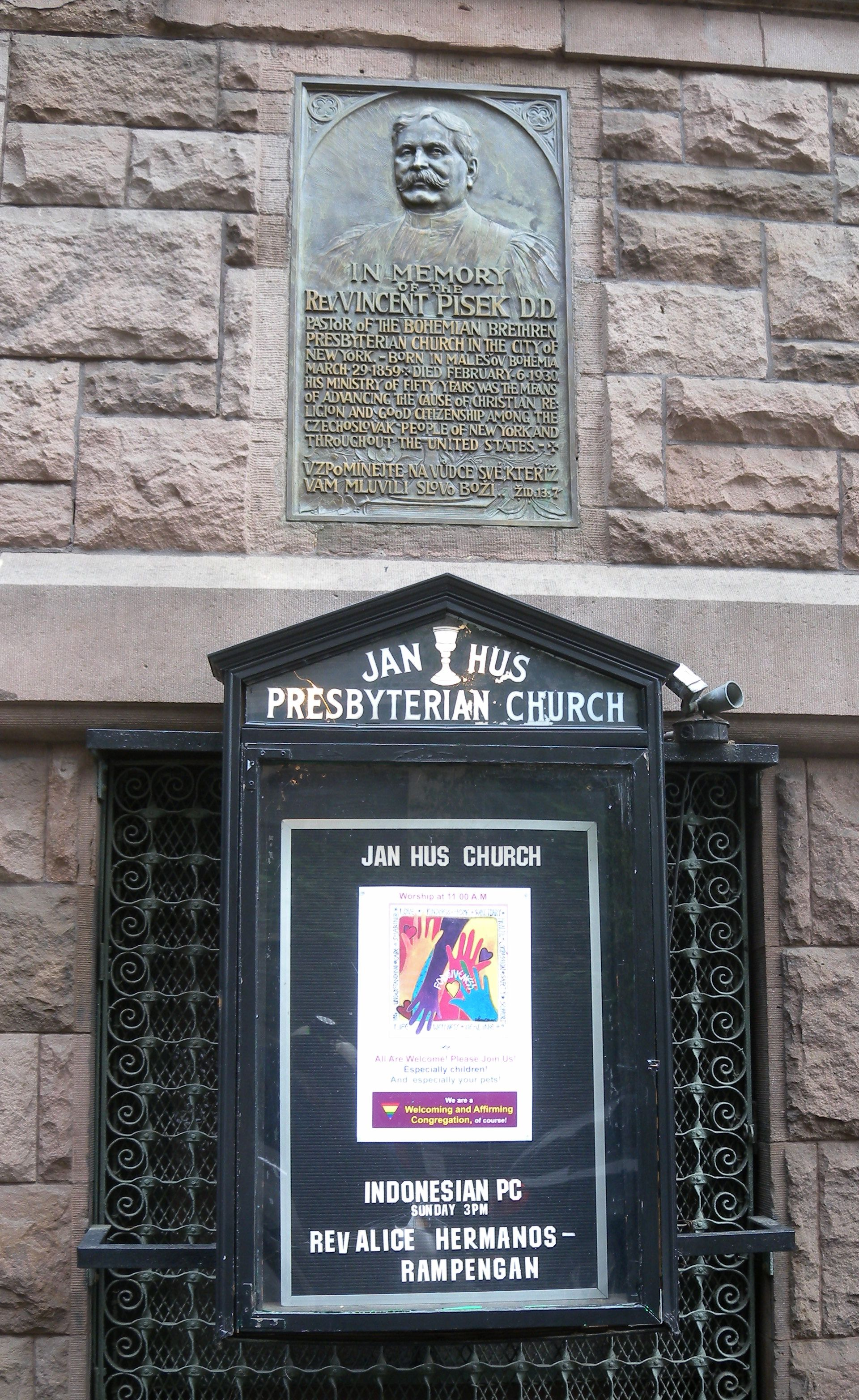
Pamětní deska Vincenta Píska na zdi Kostela Mistra Jana Husa

Po napadení Srbska Rakouskem-Uherskem a vypuknutí první světové války se začal angažovat v rámci tzv. Národního sdružení, krajanské organizace snažící se dosáhnout podpory k uznání samostatného československého státu nezávislého na Rakousku-Uhersku. Spolek vedený chicagským lékařem Ludvíkem Fisherem sjednocoval české a slovenské krajany v USA v podpoře aktivit exilové skupiny Tomáše Garrigue Masaryka, Edvarda Beneše a Milana Rastislava Štefánika zasazujících se o vznik samostatného Československa, sdružené do tajné skupiny Maffie.
Písek se již na podzim roku 1914 postavil do čela organizac a příprav odjezdu výpravy v počtu asi čtyř lékařů a čtyř zdravotních sester, která se pod hlavičkou českoamerického Červeného kříže vydala k lékařské pomoci vojákům srbské armády na balkánské frontě. Výpravu financoval americký milionář John W. Forthingham, vedl ji pak chicagský lékař Jan Rudiš-Jičínský. Dalšími členy lékařského personálu byli také mj. lékaři Dr. Kára, Dr. Ďuro Guča, Dr. Czajka, slečny Hamplová a Boukalová či zpravodajci František Klepal či František Synáček. Druhá výprava byla však téměř zdecimována poté, co se potopily obě lodi vezoucí její účastníky a materiál: loď Italia krátce po Novém roce 1916 najela v Jaderském moři na minu a potopila se, 6. ledna 1916, několik dní před dosažením cílového přístavu, byla pak druhá loď výpravy Brindisi torpédována rakousko-uherskou ponorkou. Většina z účastníků výpravy se však zachránila začala na válečné frontě působit.

### Po roce 1918
Písek pak pokračoval ve vedení neyorské kongregace až do konce svého života. Uvádí se, že za svého působení oddal okolo 23 000 manželství.

### Úmrtí
Vincent Písek zemřel 9. února 1930 v New Yorku ve věku 70 let a byl pohřben na newyorském hřbitově Cedar Grove Cemetery Flushing v Queens County. Pohřbu se zúčastnily davy lidí, zejména amerických Čechů a Slováků.